# Frohen-le-Grand
Frohen-le-Grand ist eine Ortschaft im französischen Département Somme in der Picardie. Die seinerzeit eigenständige Gemeinde umfasste 5,37 km² und zählte 174 Einwohner gemäß der Volkszählung im Jahr 1999. Sie wurde mit Wirkung vom 1. Januar 2007 mit Frohen-le-Petit zur neuen Gemeinde Frohen-sur-Authie zusammengelegt.

Die Authie bei Frohen-le-Grand